# Caroline Tillette

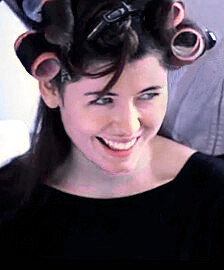
Caroline Tillette (2012)

Caroline Tillette (* 16. Juli 1988 in Paris) ist eine französisch-schweizerische Schauspielerin.

## Schauspielkarriere
Sie besuchte Kurse an Cours Florent. Nach mehreren Kurzfilmen und Theaterstücken spielte sie 2008 noch als Schülerin in der Fernsehserie Plus belle la vie als Pauline die Tochter eines Mafia-Paten. Im Jahr 2009 begann sie an der LAMDA (London Academy of Music and Drama) und bekam eine Rolle in Gainsbourg, vie héroïque unter der Regie von Joann Sfar. An der Seite von Jean-Claude Drouot spielte sie im Jahr 2011 die Albertine Simonet im Fernsehfilm À la recherche du temps perdu, realisiert von Nina Companéez, einer Adaption nach Auf der Suche nach der verlorenen Zeit von Marcel Proust.

## Filmografie
- Projet ODIN von Cedric Peyster
- Carole von Maxime Foulon
- Le Café von Jean-Mathieu Gennisson
- Mon Dieu à moi von Lily Mousavi
- 2008: Plus belle la vie (Fernsehserie): Pauline
- 2009: Gainsbourg – Der Mann, der die Frauen liebte (Gainsbourg (Vie héroïque)), Regie: Joann Sfar
- 2011: À la recherche du temps perdu, Regie: Nina Companéez: Albertine Simonet
- 2011: Bienvenue à bord, Regie: Eric Lavaine: Sonia's Sekretärin Jerome Berthelot
- 2012: Mademoiselle Populaire (Populaire), Regie: Régis Roinsard: Vamp
- 2012: Interview with a Hitman, Regie: Perry Bhandal: Bethesda
- 2014: Le général du roi, Regie: Nina Companéez: Jeanne Marie
- 2016: Harceléei, Regie: Virginie Wagon: Célia